# 桜川村 (茨城県)
桜川村（さくらがわむら）は、茨城県稲敷郡にかつて存在した村である。合併により現在は稲敷市の桜川地区となっている。
茨城ゴールデンゴールズの本拠地として知られるほか、低湿地帯を利用したレンコンも有名。
同じ茨城県の河川に桜川があるが当村はそれと関係なく、その流域にある現在の桜川市とも全く関係ない。

## 地理

### 隣接していた自治体
- 稲敷郡江戸崎町
- 稲敷郡東町

## 歴史

### 沿革
- 1953年（昭和28年）5月18日 - 国道125号が制定。
- 1955年（昭和30年）4月1日 - 古渡村と浮島村が合併し桜川村が発足。
- 1956年（昭和31年）9月30日 - 阿波村は桜川村に編入。
- 2005年（平成17年）3月22日 - 桜川村は江戸崎町・新利根町・東町とともに合併し稲敷市が発足。桜川村は消滅。

### 行政区域変遷
- 変遷の年表

| 桜川村村域の変遷（年表） | 桜川村村域の変遷（年表） | 桜川村村域の変遷（年表） |
| 年                       | 月日                     | 現桜川村村域に関連する行政区域変遷 |
| ------------------------ | ------------------------ | --- |
| 1889年（明治22年）       | 4月1日                   | 町村制施行により、以下の村が発足。 - 信太郡 - 浮島村 ← 浮島村単独で村制施行 - 河内郡 - 古渡村 ← 古渡村・柏木古渡村・柏木村・堀之内村・羽生村・岡飯出村・飯出村・三次村・上馬渡村・下馬渡村 - 阿波村 ← 阿波村・神宮寺村・甘田村・四箇村・南山来村・須賀津村 |
| 1896年（明治29年）       | 4月1日                   | 河内郡と信太郡が合併し稲敷郡が発足。 |
| 1955年（昭和30年）       | 4月1日                   | 古渡村と浮島村が合併し桜川村が発足。 |
| 1956年（昭和31年）       | 9月30日                  | - 阿波村の大半（阿波の一部を除く）は桜川村に編入。 - 阿波村の一部（阿波村の一部）は東村に編入。 |
| 1973年（昭和48年）       |                          | - 東村の一部（釜井の一部）は桜川村に編入。 - 桜川村の一部（甘田の一部）は東村に編入。 |
| 1978年（昭和53年）       |                          | 桜川村の一部（神宮寺の一部）は東村に編入。 |
| 2005年（平成17年）       | 3月22日                  | 桜川村は江戸崎町・新利根町・東町とともに合併し稲敷市が発足。桜川村は消滅。 |

- 変遷表

| 桜川村村域の変遷表（※細かな境界の変遷は省略） | 桜川村村域の変遷表（※細かな境界の変遷は省略） | 桜川村村域の変遷表（※細かな境界の変遷は省略） | 桜川村村域の変遷表（※細かな境界の変遷は省略） | 桜川村村域の変遷表（※細かな境界の変遷は省略） | 桜川村村域の変遷表（※細かな境界の変遷は省略） | 桜川村村域の変遷表（※細かな境界の変遷は省略） | 桜川村村域の変遷表（※細かな境界の変遷は省略） | 桜川村村域の変遷表（※細かな境界の変遷は省略） |
| 1868年 以前                                   | 1868年 以前                                   | 1868年 以前                                   | 明治22年 4月1日                               | 明治22年 - 昭和19年                           | 明治22年 - 昭和19年                           | 昭和20年 - 昭和64年]                          | 平成元年 - 現在                               | 現在                                          |
| --------------------------------------------- | --------------------------------------------- | --------------------------------------------- | --------------------------------------------- | --------------------------------------------- | --------------------------------------------- | --------------------------------------------- | --------------------------------------------- | --------------------------------------------- |
| 信太郡                                        |                                               | 浮島村                                        | 浮島村                                        | 明治29年4月1日 稲敷郡発足                     | 浮島村'                                       | 昭和30年4月1日 桜川村                         | 平成17年3月22日 稲敷市                        | 稲敷市                                        |
| 河内郡                                        |                                               | 古渡村                                        | 古渡村                                        | 明治29年4月1日 稲敷郡発足                     | 古渡村                                        | 昭和30年4月1日 桜川村                         | 平成17年3月22日 稲敷市                        | 稲敷市                                        |
| 河内郡                                        | 柏木古渡村                                    |                                               | 古渡村                                        | 明治29年4月1日 稲敷郡発足                     | 古渡村                                        | 昭和30年4月1日 桜川村                         | 平成17年3月22日 稲敷市                        | 稲敷市                                        |
| 河内郡                                        | 柏木村                                        |                                               | 古渡村                                        | 明治29年4月1日 稲敷郡発足                     | 古渡村                                        | 昭和30年4月1日 桜川村                         | 平成17年3月22日 稲敷市                        | 稲敷市                                        |
| 河内郡                                        | 堀之内村                                      |                                               | 古渡村                                        | 明治29年4月1日 稲敷郡発足                     | 古渡村                                        | 昭和30年4月1日 桜川村                         | 平成17年3月22日 稲敷市                        | 稲敷市                                        |
| 河内郡                                        | 羽生村                                        |                                               | 古渡村                                        | 明治29年4月1日 稲敷郡発足                     | 古渡村                                        | 昭和30年4月1日 桜川村                         | 平成17年3月22日 稲敷市                        | 稲敷市                                        |
| 河内郡                                        | 岡飯出村                                      |                                               | 古渡村                                        | 明治29年4月1日 稲敷郡発足                     | 古渡村                                        | 昭和30年4月1日 桜川村                         | 平成17年3月22日 稲敷市                        | 稲敷市                                        |
| 河内郡                                        | 飯出村                                        |                                               | 古渡村                                        | 明治29年4月1日 稲敷郡発足                     | 古渡村                                        | 昭和30年4月1日 桜川村                         | 平成17年3月22日 稲敷市                        | 稲敷市                                        |
| 河内郡                                        | 三次村                                        |                                               | 古渡村                                        | 明治29年4月1日 稲敷郡発足                     | 古渡村                                        | 昭和30年4月1日 桜川村                         | 平成17年3月22日 稲敷市                        | 稲敷市                                        |
| 河内郡                                        | 上馬渡村                                      |                                               | 古渡村                                        | 明治29年4月1日 稲敷郡発足                     | 古渡村                                        | 昭和30年4月1日 桜川村                         | 平成17年3月22日 稲敷市                        | 稲敷市                                        |
| 河内郡                                        | 下馬渡村                                      |                                               | 古渡村                                        | 明治29年4月1日 稲敷郡発足                     | 古渡村                                        | 昭和30年4月1日 桜川村                         | 平成17年3月22日 稲敷市                        | 稲敷市                                        |
| 河内郡                                        |                                               | 阿波村                                        | 阿波村                                        | 明治29年4月1日 稲敷郡発足                     | 阿波村                                        | 昭和31年9月30日 桜川村に編入                  | 平成17年3月22日 稲敷市                        | 稲敷市                                        |
| 河内郡                                        | 神宮寺村                                      |                                               | 阿波村                                        | 明治29年4月1日 稲敷郡発足                     | 阿波村                                        | 昭和31年9月30日 桜川村に編入                  | 平成17年3月22日 稲敷市                        | 稲敷市                                        |
| 河内郡                                        | 甘田村                                        |                                               | 阿波村                                        | 明治29年4月1日 稲敷郡発足                     | 阿波村                                        | 昭和31年9月30日 桜川村に編入                  | 平成17年3月22日 稲敷市                        | 稲敷市                                        |
| 河内郡                                        | 四箇村                                        |                                               | 阿波村                                        | 明治29年4月1日 稲敷郡発足                     | 阿波村                                        | 昭和31年9月30日 桜川村に編入                  | 平成17年3月22日 稲敷市                        | 稲敷市                                        |
| 河内郡                                        | 南山来村                                      |                                               | 阿波村                                        | 明治29年4月1日 稲敷郡発足                     | 阿波村                                        | 昭和31年9月30日 桜川村に編入                  | 平成17年3月22日 稲敷市                        | 稲敷市                                        |
| 河内郡                                        | 須賀津村                                      |                                               | 阿波村                                        | 明治29年4月1日 稲敷郡発足                     | 阿波村                                        | 昭和31年9月30日 桜川村に編入                  | 平成17年3月22日 稲敷市                        | 稲敷市                                        |

## 地域

### 教育
- 中学校
  - 桜川村立桜川中学校
- 小学校
  - 桜川村立古渡小学校
  - 桜川村立阿波小学校
  - 桜川村立浮島小学校

## 交通

### 道路
- 一般国道
  - 国道125号
- 一般県道
  - 茨城県道・千葉県道107号江戸崎神崎線
  - 茨城県道206号新川江戸崎線